# Italië op de Olympische Zomerspelen 1952
Italië nam deel aan de Olympische Zomerspelen 1952 in Helsinki, Finland. Voor de derde keer op rij werden 8 gouden medailles gewonnen.

## Medailleoverzicht
| Sport       | Olympiër(s) | Onderdeel                | Medaille |
| ----------- | --- | ------------------------ | -------- |
| Atletiek    | Pino Dordoni | 50km snelwandelen (m)    | Goud     |
| Boksen      | Aureliano Bolognesi | -60kg (m)                | Goud     |
| Schermen    | Edoardo Mangiarotti | degen (m)                | Goud     |
| Schermen    | Roberto Battaglia Franco Bertinetti Giuseppe Delfino Dario Mangiarotti Edoardo Mangiarotti Carlo Pavesi                                                                            | degen team (m)           | Goud     |
| Schermen    | Irene Camber | floret (v)               | Goud     |
| Wielersport | Enzo Sacchi | sprint (m)               | Goud     |
| Wielersport | Loris Campana Mino de Rossi Guido Messina Marino Morettini | ploegenachtervolging (m) | Goud     |
| Zeilen      | Nicolò Rode Agostino Straulino | star (m)                 | Goud     |
| Atletiek    | Adolfo Consolini | discuswerpen (m)         | Zilver   |
| Boksen      | Sergio Caprari | -57kg (m)                | Zilver   |
| Schermen    | Dario Mangiarotti | degen (m)                | Zilver   |
| Schermen    | Edoardo Mangiarotti | floret (m)               | Zilver   |
| Schermen    | Giancarlo Bergamini Manlio di Rosa Edoardo Mangiarotti Renzo Nostini Giorgio Pellini Antonio Spallino                                                                              | floret team (m)          | Zilver   |
| Schermen    | Gastone Darè Roberto Ferrari Renzo Nostini Giorgio Pellini Vincenzo Pinton Mauro Racca                                                                                             | sabel team (m)           | Zilver   |
| Wielersport | Marino Morettini | tijdrit (m)              | Zilver   |
| Wielersport | Dino Bruni Gianni Ghidini Vincenzo Zucconelli | wegwedstrijd team (m)    | Zilver   |
| Worstelen   | Ignazio Fabra | -52kg Grieks-Romeins (m) | Zilver   |
| Boksen      | Bruno Visintin | -63,5kg (m)              |          |
| Schermen    | Manlio di Rosa | floret (m)               |          |
| Waterpolo   | Raffaello Gambino Cesare Rubini Maurizio Mannelli Geminio Ognio Ermenegildo Arena Renato De Sanzuane Carlo Peretti Renato Traiola Vincenzo Polito Salvatore Gionta Lucio Ceccarini | mannen                   |          |
| Wielersport | Antonio Maspes Cesare Pinarello | tandem (m)               |          |

## Deelnemers en resultaten

### Atletiek
| Olympiër                                                             | Discipline            | Resultaat | Prestatie                                                                                        |
| -------------------------------------------------------------------- | --------------------- | --------- | ------------------------------------------------------------------------------------------------ |
| Franco Leccese                                                       | 100m (m)              | 32e       | serie 8: 3de in 11,18                                                                            |
| Wolfango Montanari                                                   | 100m (m)              | 71e       | serie 7: 7de in 12,25                                                                            |
| Carlo Vittori                                                        | 100m (m)              | 23e       | serie 3: 2de in 10,98 kwartfinale 4: 6de in 11,79                                                |
| Luigi Grossi                                                         | 200m (m)              | 47e       | serie 12: 4de in 22,49                                                                           |
| Lucio Sangermano                                                     | 200m (m)              | 43e       | serie 18: 4de in 22,38                                                                           |
| Giorgio Sobrero                                                      | 200m (m)              | 54e       | serie 13: 3de in 22,66                                                                           |
| Vincenzo Lombardo                                                    | 400m (m)              | 39e       | serie 7: 3de in 49,53                                                                            |
| Gianni Rocca                                                         | 400m (m)              | 38e       | serie 6: 3de in 49,51                                                                            |
| Antonio Siddi                                                        | 400m (m)              | 60e       | serie 11: 4de in 51,03                                                                           |
| Armando Filiput                                                      | 400m horden (m)       | 6e        | serie 8: 1ste in 53,8 kwartfinale 1: 3de in 53,0 halve finale 2: 3de in 53,0 finale: 6de in 54,4 |
| Franco Leccese Antonio Siddi Giorgio Sobrero Carlo Vittori           | 4x100m (m)            | DNF       | serie 2: 2de in 41,5                                                                             |
| Baldassare Porto Gianni Rocca Luigi Grossi Armando Filiput           | 4x400m (m)            | 11e       | serie 2: 4de in 3,15,2                                                                           |
| Artidoro Berti                                                       | marathon (m)          | 53e       | 2:58.36,2                                                                                        |
| Asfò Bussotti                                                        | marathon (m)          | 46e       | 2:52.55,0                                                                                        |
| Egilberto Martufi                                                    | marathon (m)          | DNF       | niet gefinisht                                                                                   |
| Telemaco Arcangeli                                                   | 10km snelwandelen (m) | 13e       | serie 2: 7de in 48.00,2                                                                          |
| Bruno Fait                                                           | 10km snelwandelen (m) | 8e        | serie 2: 6de in 47.23,4 finale: 8ste in 46.25,6                                                  |
| Salvatore Cascino                                                    | 50km snelwandelen (m) | 19e       | 4:56.46,0                                                                                        |
| Giuseppe Dordoni                                                     | 50km snelwandelen (m) | Goud      | 4:28.07,8 (OR)                                                                                   |
| Giuseppe Kressevich                                                  | 50km snelwandelen (m) | 10e       | 4:44.30,2                                                                                        |
| Angiolo Profeti                                                      | kogelstoten (m)       | 12e       | kwalificatie: 10de met 14,93m finale: 12de met 14,74m                                            |
| Adolfo Consolini                                                     | discuswerpen (m)      | Zilver    | kwalificatie groep A: 1ste met 51,89m finale: 2de met 53,78m                                     |
| Giuseppe Tosi                                                        | discuswerpen (m)      | 8e        | kwalificatie groep B: 4de met 46,59m finale: 8ste met 49,03m                                     |
| Amos Matteucci                                                       | speerwerpen (m)       | 17e       | kwalificatie groep B: 6de met 64,50m finale: 17de met 61,67m                                     |
| Aivo Lucioli                                                         | kogelslingeren (m)    | 26e       | kwalificatie groep B: 14de met 48,74m                                                            |
| Giuseppe Tosi                                                        | kogelslingeren (m)    | 10e       | kwalificatie groep B: 2de met 53,85m finale: 10de met 54,27m                                     |
|                                                                      |                       |           |                                                                                                  |
| Vittoria Cesarini                                                    | 100m (v)              | 26e       | serie 3: 3de in 12,3                                                                             |
| Giuseppina Leone                                                     | 100m (v)              | 16e       | serie 6: 1ste in 12,2 kwartfinale 1: 4de in 12,2                                                 |
| Liliana Tagliaferri                                                  | 100m (v)              | 24e       | serie 2: 2de in 12,6 kwartfinale 4: 6de in 12,9                                                  |
| Vera Martelli                                                        | 200m (v)              | 34e       | serie 3: 6de in 26,1                                                                             |
| Milena Greppi                                                        | 80m horden (v)        | 9e        | serie 1: 2de in 11,7 halve finale 1: 6de in 11,4                                                 |
| Maria Musso                                                          | 80m horden (v)        | 21e       | serie 5: 4de in 11,9                                                                             |
| Vittoria Cesarini Milena Greppi Giuseppina Leone Liliana Tagliaferri | 4x100m (v)            | 9e        | serie 2: 3de in 47,4                                                                             |
| Edera Cordiale                                                       | discuswerpen (v)      | 14e       | kwalificatie: 15de met 37,40m finale: 14de met 38,22m                                            |
| Ada Turci                                                            | speerwerpen (v)       | 11e       | kwalificatie: 15de met 39,31m finale: 11de met 41,20m                                            |

### Basketbal
| Olympiër | Discipline | Resultaat | Prestatie                                                                                             |
| --- | ---------- | --------- | --- |
| Achille Canna Carlo Cerioni Dino Zucchi Enrico Pagani Fabio Presca Federico Marietti Giordano Damiani Giorgio Bongiovanni Luigi Rapini Renzo Ranuzzi Sergio Ferriani Sergio Marelli Sergio Stefanini | mannen     | 17e       | voorronde groep C: V van Canada: 57-68 W van Turkije: 49-37 W van Roemenië: 53-39 V van Egypte: 62-66 |

### Boksen
| Olympiër                   | Discipline  | Resultaat | Prestatie |
| -------------------------- | ----------- | --------- | --- |
| Aristide Pozzali           | -51kg (m)   | 9e        | 1ste ronde: W van IRL Reddy: 3-0 2de ronde: V van URS Bulakov: 0-3                                                                                            |
| Vincenzo Dall'osso         | -54kg (m)   | 5e        | 1ste ronde: vrij 2de ronde: W van EGY Abdrabbou: 3-0 kwartfinale: V van IRL McNally: 0-3                                                                      |
| Sergio Caprari             | -57kg (m)   | Zilver    | 1ste ronde: vrij 2de ronde: W van FIN Niinivuori: 2-1 kwartfinale: W van POL Drogosz: 3-0 halve finale: W van FRA Ventaja: 2-1 finale: V van TCH Zachara: 1-2 |
| Aureliano Bolognesi        | -60kg (m)   | Goud      | 1ste ronde: vrij 2de ronde: W van USA Bickle: 2-1 kwartfinale: W van HUN Juhász: 2-1 halve finale: W van FIN Pakkanen: 3-0 finale: W van POL Antkiewicz: 2-1  |
| Bruno Visintin             | -63,5kg (m) | Brons     | 1ste ronde: W van PHI Porto: knock-out 2de ronde: W van PUR Alvarez: 3-0 kwartfinale: W van IRL Milligan: 3-0 halve finale: V van USA Adkins: 0-3             |
| Franco Vescovi             | -67kg (m)   | 5e        | 1ste ronde: W van LUX Welter: 2-0 2de ronde: W van SWE Gunnarsson: walk-over kwartfinale: V van URS Scherbakov: 0-3                                           |
| Guido Mazzinghi            | -71kg (m)   | 5e        | 1ste ronde: W van LUX Matiussi: 3-0 2de ronde: W van NOR Tandrevold: knock-out kwartfinale: V van ARG Herrera: gediskwalificeerd                              |
| Walter Sentimenti          | -75kg (m)   | 5e        | 1ste ronde: W van SUI Niederhauser: 3-0 2de ronde: W van PAK Mohammad: 3-0 kwartfinale: V van ROU Tiță: 0-3                                                   |
| Giovan-Battista Alfonsetti | -81kg (m)   | 5e        | 1ste ronde: vrij 2de ronde: W van EGY Elminabaou: gediskwalificeerd kwartfinale: V van URS Perov: 0-3                                                         |
| Giacomo di Segni           | +81kg (m)   | 5e        | 1ste ronde: vrij 2de ronde: W van CAN Saunders: 3-0 kwartfinale: V van USA Sanders: 0-3                                                                       |

### Gewichtheffen
| Olympiër            | Discipline  | Resultaat | Prestatie                                                                                |
| ------------------- | ----------- | --------- | ---------------------------------------------------------------------------------------- |
| Giovanni Cocco      | -60kg (m)   | 19e       | drukken: 7de met 90kg trekken: 21ste met 82,5kg stoten: 18de met 110kg totaal: 282,5kg   |
| Alfonso Canti       | -67,5kg (m) | 10e       | drukken: 9de met 97,5kg trekken: 8ste met 100kg stoten: 15de met 100kg totaal: 320kg     |
| Ermanno Pignatti    | -67,5kg (m) | 9e        | drukken: 15de met 92,5kg trekken: 6de met 105kg stoten: 9de met 127,5kg totaal: 325kg    |
| Augusto Fiorentini  | -82,5kg (m) | 13e       | drukken: 14de met 105kg trekken: 12de met 110kg stoten: 10de met 145kg totaal: 360kg     |
| Luciano Zardi       | -90kg (m)   | 9e        | drukken: 17de met 100kg trekken: 7de met 117,5kg stoten: 6de met 150kg totaal: 367,5kg   |
| Adelfino Mancinelli | +90kg (m)   | 10e       | drukken: 8ste met 127,5kg trekken: 12de met 105kg stoten: 11de met 140kg totaal: 372,5kg |

### Hockey
| Olympiër | Discipline | Resultaat | Prestatie                       |
| --- | ---------- | --------- | ------------------------------- |
| Amedeo Banci Egidio Cosentino Vittorio Stellin Castellani Luigi Lanfranchi Sergio Formenti Umberto Micco Piervittorio Pampuro Gastone Puccioni Primo Meozzi Sergio Morra Giorgio Ravalli Piero Baglia-Bamberghi Luigi Piacentini Giampaolo Medda Mario Marchiori | mannen     | 9e        | voorronde: V van Frankrijk: 0-5 |

### Kanovaren
| Olympiër                         | Discipline     | Resultaat | Prestatie              |
| -------------------------------- | -------------- | --------- | ---------------------- |
| Giorgio Piccinelli               | K-1 1000m (m)  | 16e       | serie 1: 4de in 4.38,5 |
| Aldo Albera                      | K-1 10000m (m) | 15e       | 53.49,2                |
| Eligio Valentino Pio Vennettilli | K-2 1000m (m)  | 15e       | serie 1: 6de in 4.03,8 |
| Raffaele Bastoni Dante Agostini  | K-2 10000m (m) | 17e       | 49.21,8                |

### Moderne vijfkamp
| Olympiër                                           | Discipline      | Resultaat | Prestatie  |
| -------------------------------------------------- | --------------- | --------- | ---------- |
| Duilio Brignetti                                   | individueel (m) | 33e       | 151 punten |
| Alfonso Marotta                                    | individueel (m) | 31e       | 137 punten |
| Giulio Palmonella                                  | individueel (m) | 39e       | 164 punten |
| Duilio Brignetti Alfonso Marotta Giulio Palmonella | mannen team     | 11e       | 427 punten |

### Paardensport
| Olympiër                                   | Discipline  | Resultaat | Prestatie         |
| Eventing                                   | Eventing    | Eventing  | Eventing          |
| ------------------------------------------ | ----------- | --------- | ----------------- |
| Piero D'Inzeo                              | individueel | 6e        | 66,80 strafpunten |
| Lucio Manzin                               | individueel | DSQ       | gediskwalificeerd |
| Salvatore Oppes                            | individueel | DSQ       | gediskwalificeerd |
| Piero D'Inzeo Lucio Manzin Salvatore Oppes | team        | DNF       | niet gefinisht    |
| Springconcours                             |             |           |                   |
| Raimondo D'Inzeo                           | individueel | 7e        | 12 strafpunten    |
| Salvatore Oppes                            | individueel | 31e       | 28 strafpunten    |

### Roeien
| Olympiër | Discipline      | Resultaat | Prestatie                                                                         |
| --- | --------------- | --------- | --------------------------------------------------------------------------------- |
| Ugo Pifferi | skiff (m)       | 12e       | serie 3: 3de in 8.09,0 herkansingen: 2de in 7.47,5                                |
| Silvio Bergamini Lodovico Sommaruga | skiff (m)       | 9e        | serie 3: 1ste in 7.01,3 halve finale 2: 3de in 7.36,7 herkansingen: 2de in 7.16,0 |
| Bruno Gamba Antonio Saverio | twee-zonder (m) | 11e       | serie 2: 3de in 9.21,2 herkansingen: 3de in 7.43,4                                |
| Giuseppe Ramani Aldo Tarlao Luciano Marion | twee-met (m)    | 4e        | serie 4: 1ste in 7.59,9 halve finale 2: 1ste in 8.07,6 finale: 4de in 8.38,4      |
| Giuseppe Moioli Elio Morille Giovanni Invernizzi Franco Faggi                                                                                         | vier-zonder (m) | 7e        |                                                                                   |
| Albino Trevisan Amadeo Scarpi Abbondio Smerghetto Tarquinio Angiolin Domenico Cambieri                                                                | vier-met (m)    | 7e        | serie 1: 3de in 7.20,5 herkansingen: 1ste in 7.06,0 herkansingen 2: 2de in 7.06,0 |
| Albino Baldan Savino Dalla Puppa Alberto Bozzato Ferdinando Smerghetto Montanino Nuvoli Dino Nardin Ottorino Enzo Pier Nicola Attorese Sergio Ghiatto | acht (m)        | 7e        | serie 3: 3de in 6.17,0 herkansingen: 2de in 6.15,8                                |

### Schermen
| Olympiër                                                                                                | Discipline      | Resultaat | Prestatie |
| --- | --------------- | --------- | --- |
| Dario Mangiarotti                                                                                       | degen (m)       | Zilver    | 1ste ronde: vrij kwartfinale 1: 1ste met 6 overwinningen halve finale 2: 3de met 6 overwinningen finale: 2de met 6 overwinningen                            |
| Edoardo Mangiarotti                                                                                     | degen (m)       | Goud      | 1ste ronde: vrij kwartfinale 2: 1ste met 5 overwinningen halve finale 1: 1ste met 9 overwinningen finale: 1ste met 7 overwinningen                          |
| Carlo Pavesi                                                                                            | degen (m)       | 6e        | 1ste ronde: vrij kwartfinale 3: 1ste met 5 overwinningen halve finale 1: 5de met 5 overwinningen finale: 6de met 4 overwinningen                            |
| Roberto Battaglia Franco Bertinetti Giuseppe Delfino Dario Mangiarotti Edoardo Mangiarotti Carlo Pavesi | degen team (m)  | Goud      | 1ste ronde groep 2: 1ste met 1 overwinning kwartfinale 2: 1ste met 2 overwinningen halve finale 1: 2de met 1 overwinning finale: 1ste met 3 overwinningen   |
| Giancarlo Bergamini                                                                                     | floret (m)      | 8e        | 1ste ronde: vrij kwartfinale 2: 1ste met 4 overwinningen halve finale 1: 1ste met 4 overwinningen finale: 8ste met 2 overwinningen                          |
| Manlio Di Rosa                                                                                          | floret (m)      | Brons     | 1ste ronde: vrij kwartfinale 1: 1ste met 4 overwinningen halve finale 3: 2de met 4 overwinningen finale: 3de met 5 overwinningen                            |
| Edoardo Mangiarotti                                                                                     | floret (m)      | Zilver    | 1ste ronde: vrij kwartfinale 3: 1ste met 6 overwinningen halve finale 2: 1ste met 5 overwinningen finale: 2de met 6 overwinningen                           |
| Giancarlo Bergamini Manlio di Rosa Edoardo Mangiarotti Renzo Nostini Giorgio Pellini Antonio Spallino   | floret team (m) | Zilver    | 1ste ronde groep 3: 2de met 1 overwinning kwartfinale 2: 2de met 1 overwinning halve finale 1: 2de met 1 overwinning finale: 2de met 2 overwinningen        |
| Gastone Darè                                                                                            | sabel (m)       | 4e        | 1ste ronde: vrij kwartfinale 5: 2de met 4 overwinningen halve finale 1: 1ste met 4 overwinningen finale: 4de met 5 overwinningen                            |
| Renzo Nostini                                                                                           | sabel (m)       | DNF       | 1ste ronde: vrij kwartfinale 1: 4de met 4 overwinningen halve finale: niet gestart                                                                          |
| Vincenzo Pinton                                                                                         | sabel (m)       | Zilver    | 1ste ronde: vrij kwartfinale 4: 1ste met 5 overwinningen halve finale 2: 2de met 4 overwinningen finale: 7de met 2 overwinningen                            |
| Gastone Darè Roberto Ferrari Renzo Nostini Giorgio Pellini Vincenzo Pinton Mauro Racca                  | sabel team (m)  | Zilver    | 1ste ronde groep 2: 2de met 1 overwinning kwartfinale 2: 1ste met 1 overwinning halve finale 2: 1ste met 2 overwinningen finale: 2de met 2 overwinningen    |
| |                 |           | |
| Irene Camber-Corno                                                                                      | floret (v)      | Goud      | 1ste ronde groep 2: 2de met 4 overwinningen kwartfinale 1: 2de met 4 overwinningen halve finale 2: 4de met 4 overwinningen finale: 1ste met 5 overwinningen |
| Velleda Cesari                                                                                          | floret (v)      | 26e       | 1ste ronde groep 1: 5de met 2 overwinningen |
| Silvia Strukel                                                                                          | floret (v)      | 9e        | 1ste ronde groep 4: 2de met 3 overwinningen kwartfinale 2: 4de met 2 overwinningen halve finale 1: 5de met 3 overwinningen                                  |

### Schietsport
| Olympiër               | Discipline              | Resultaat | Prestatie                       |
| ---------------------- | ----------------------- | --------- | ------------------------------- |
| Luciano Galesi         | 50m pistool (m)         | 20e       | 522 punten: (89-85-90-85-86-87) |
| Renato Sacchi          | 50m pistool (m)         | 36e       | 509 punten: (84-83-83-84-92-83) |
| Michelangelo Borriello | 25m snelvuurpistool (m) | 16e       | 561 punten: (280-281)           |
| Giorgio Pennacchietti  | 25m snelvuurpistool (m) | 9e        | 572 punten: (283-289)           |
| Italo Bellini          | trap (m)                | 8e        | 186 punten                      |
| Galliano Rossini       | trap (m)                | 7e        | 187 punten                      |
| Ladislao Odescalchi    | 100m bewegend doel (m)  | 14e       | 154 punten                      |
| Luigi Ruspoli          | 100m bewegend doel (m)  | 13e       | 152 punten                      |

### Schoonspringen
| Olympiër      | Discipline    | Resultaat | Prestatie                         |
| ------------- | ------------- | --------- | --------------------------------- |
| Lamberto Mari | 3m plank (m)  | 32e       | voorronde: 32ste met 54,42 punten |
| Lamberto Mari | 10m toren (m) | 26e       | voorronde: 26ste met 60,44 punten |

### Turnen
| Olympiër | Discipline               | Resultaat | Prestatie     |
| --- | ------------------------ | --------- | ------------- |
| Fabio Bonacina | individuele meerkamp (m) | 86e       | 102,95 punten |
| Silvio Brivio | individuele meerkamp (m) | 110e      | 99,60 punten  |
| Arrigo Carnoli | individuele meerkamp (m) | 99e       | 101,30 punten |
| Guido Figone | individuele meerkamp (m) | 47e       | 108,85 punten |
| Orlando Polmonari | individuele meerkamp (m) | 79e       | 103,60 punten |
| Littorio Sampieri | individuele meerkamp (m) | 65e       | 106,45 punten |
| Quinto Vadi | individuele meerkamp (m) | 114e      | 99,20 punten  |
| Luigi Zanetti | individuele meerkamp (m) | 69e       | 105,55 punten |
| Fabio Bonacina Silvio Brivio Arrigo Carnoli Guido Figone Orlando Polmonari Littorio Sampieri Quinto Vadi Luigi Zanetti             | meerkamp team (m)        | 10e       | 537,55 punten |
| |                          |           |               |
| Renata Bianchi | individuele meerkamp (v) | 55e       | 69,76 punten  |
| Grazia Bozzo | individuele meerkamp (v) | 42e       | 70,77 punten  |
| Miranda Cicognani | individuele meerkamp (v) | 32e       | 71,50 punten  |
| Elisabetta Durelli | individuele meerkamp (v) | 48e       | 70,39 punten  |
| Licia Macchini | individuele meerkamp (v) | 35e       | 71,24 punten  |
| Lidia Pitteri | individuele meerkamp (v) | 30e       | 71,60 punten  |
| Luciana Reali | individuele meerkamp (v) | 45e       | 70,62 punten  |
| Liliana Scaricabarozzi | individuele meerkamp (v) | 41e       | 70,81 punten  |
| Renata Bianchi Grazia Bozzo Miranda Cicognani Elisabetta Durelli Licia Macchini Lidia Pitteri Luciana Reali Liliana Scaricabarozzi | meerkamp team (v)        | 6e        | 494,74 punten |

### Voetbal
| Olympiër | Discipline | Resultaat | Prestatie                                                               |
| --- | ---------- | --------- | ----------------------------------------------------------------------- |
| Ottavio Bugatti Giuseppe Corradi Amos Cardarelli Maino Neri Giovanni Azzini Arcadio Venturi Giampiero Boniperti Egisto Pandolfini Pasquale Vivolo Aredio Gimona Frankrijksco La Rosa Anselmo Giorcelli Amos Mariani Giancarlo Cadé Battista Rota Giovani Capurro Alberto Fontanesi Corrado Viciani Rino Ferrario Roberto Lovati | mannen     | 9e        | voorronde: W van Verenigde Staten: 8-0 1ste ronde: V van Hongarije: 0-3 |

### Waterpolo
| Olympiër | Discipline | Resultaat | Prestatie |
| --- | ---------- | --------- | --- |
| Ermenegildo Arena Lucio Ceccarini Renato de Sanzuane Raffaello Gambino Salvatore Gionta Maurizio Mannelli Germinio Ognio Carlo Peretti Vincenzo Polito Cesare Rubini Renato Traiolo | mannen     | Brons     | voorronde: W van India: 16-1 1ste ronde groep A: 1ste W van Groot-Brittannië: 4-3 W van Oostenrijk: 8-1 W van Verenigde Staten: 5-4 halve finale groep E: 1ste W van Spanje: 2-1 W van België: 5-1 finale groep: 3de V van Hongarije: 2-7 V van Joegoslavië: 1-3 |

| Ronde      | Plaats | Land | Score            | Land |
| ---------- | ------ | ---- | ---------------- | ---- |
| Groepsfase |        |      |                  |      |
| Helsinki   | Italië | 4-3  | Groot-Brittannië |      |
| Helsinki   | Italië | 8-1  | Oostenrijk       |      |
| Helsinki   | Italië | 5-4  | Verenigde Staten |      |

| Halve finale groep E |                  |             |             |             |             |            |            |            |        |
| №                    | Land             | Wedstrijden | Wedstrijden | Wedstrijden | Wedstrijden | Doelpunten | Doelpunten | Doelpunten | Punten |
| №                    | Land             | G           | W           | G           | V           | V          | T          | Saldo      | Punten |
| 1                    | Italië           | 3           | 3           | 0           | 0           | 12         | 6          | +6         | 6      |
| 2                    | Verenigde Staten | 3           | 2           | 0           | 1           | 14         | 11         | +3         | 4      |
| 3                    | België           | 3           | 1           | 0           | 2           | 8          | 13         | -5         | 2      |
| 4                    | Spanje           | 3           | 0           | 0           | 3           | 9          | 13         | -4         | 0      |

| Ronde      | Plaats | Land | Score  | Land |
| ---------- | ------ | ---- | ------ | ---- |
| Groepsfase |        |      |        |      |
| Helsinki   | Italië | 2-1  | Spanje |      |
| Helsinki   | Italië | 5-1  | België |      |

| Finale groep |                  |             |             |             |             |            |            |            |        |
| №            | Land             | Wedstrijden | Wedstrijden | Wedstrijden | Wedstrijden | Doelpunten | Doelpunten | Doelpunten | Punten |
| №            | Land             | G           | W           | G           | V           | V          | T          | Saldo      | Punten |
| 1            | Hongarije        | 3           | 2           | 1           | 0           | 13         | 4          | +9         | 5      |
| 2            | Joegoslavië      | 3           | 2           | 1           | 0           | 9          | 5          | +4         | 5      |
| 3            | Italië           | 3           | 1           | 0           | 2           | 8          | 14         | -6         | 2      |
| 4            | Verenigde Staten | 3           | 0           | 0           | 3           | 6          | 13         | -7         | 0      |

| Ronde      | Plaats      | Land | Score  | Land |
| ---------- | ----------- | ---- | ------ | ---- |
| Groepsfase |             |      |        |      |
| Helsinki   | Hongarije   | 7-2  | Italië |      |
| Helsinki   | Joegoslavië | 3-1  | Italië |      |

### Wielersport
| Olympiër                                                   | Discipline               | Resultaat | Prestatie                                                                                           |
| Baan                                                       | Baan                     | Baan      | Baan                                                                                                |
| ---------------------------------------------------------- | ------------------------ | --------- | --------------------------------------------------------------------------------------------------- |
| Enzo Sacchi                                                | sprint (m)               | Goud      | serie 5: 1ste in 12,4 kwartfinale 3: 1ste in 12,0 halve finale 1: 1ste in 12,0 finale: 1ste in 12,0 |
| Marino Morettini                                           | tijdrit (m)              | Zilver    | 1.12,7                                                                                              |
| Cesare Pinarello Antonio Maspes                            | tandem (m)               | Brons     | |
| Loris Campana Mino de Rossi Guido Messina Marino Morettini | ploegenachtervolging (m) | Goud      | |
| Weg                                                        |                          |           | |
| Dino Bruni                                                 | wegwedstrijd (m)         | 5e        | 5:10.54,0                                                                                           |
| Gianni Ghidini                                             | wegwedstrijd (m)         | 7e        | 5:11.16,8                                                                                           |
| Bruno Monti                                                | wegwedstrijd (m)         | 15e       | 5:11.35,0                                                                                           |
| Vincenzo Zucconelli                                        | wegwedstrijd (m)         | 6e        | 5:11.16,5                                                                                           |
| Dino Bruni Gianni Ghidini Vincenzo Zucconelli              | wegwedstrijd team (m)    | Zilver    | 15:33.27,3                                                                                          |

### Worstelen
| Olympiër           | Discipline  | Resultaat   | Prestatie |
| Vrije stijl        | Vrije stijl | Vrije stijl | Vrije stijl |
| ------------------ | ----------- | ----------- | --- |
| Giordano De Giorgi | -52kg (m)   | 7e          | 1ste ronde: W van BEL Mewis: 3-0 2de ronde: W van FRA Sigiran: 3-0 3de ronde: V van TUR Gemici |
| Antonio Randi      | -62kg (m)   | 13e         | 1ste ronde: W van USA Henson 2de ronde: V van SWE Holmberg: 0-3 3de ronde: V van ARG Mammana: 1-2 |
| Garibaldo Nizzola  | -67kg (m)   | 16e         | 1ste ronde: W van DEN Østrand: 3-0 2de ronde: V van SWE Anderberg: 0-3 |
| Arvedo Cecchini    | -73kg (m)   | 14e         | 1ste ronde: V van GER Mackowiak: 0-3 2de ronde: V van SWE Berlin |
| Adalberto Lepri    | -79kg (m)   | 12e         | 1ste ronde: V van TUR Zafer: 0-3 2de ronde: V van ARG Genuth |
| Natale Vecchi      | +87kg (m)   | 7e          | 1ste ronde: W van BEL Baarendse: 3-0 2de ronde: vrij 3de ronde: V van GER Waltner: 1-2 4de ronde: V van URS Mekokishvili                                                                                  |
| Grieks-Romeins     |             |             | |
| Ignazio Fabra      | -52kg (m)   | Zilver      | 1ste ronde: W van FRA Faure: 3-0 2de ronde: W van EGY Fawzy 3de ronde: W van ROU Pîrvulescu: 3-0 4de ronde: W van SWE Johansson: 3-0 5de ronde: W van FIN Honkala: 3-0 6de ronde: V van URS Gurevich: 0-3 |
| Pietro Lombardi    | -57kg (m)   | 8e          | 1ste ronde: W van SWE Persson: 2-1 2de ronde: W van POL Toboła: 3-0 3de ronde: V van URS Teryan: 0-3 |
| Umberto Trippa     | -62kg (m)   | 4e          | 1ste ronde: W van NOR Huseby: 2-1 2de ronde: V van EGY Rashed: 1-2 3de ronde: W van GER Ellerbrock 4de ronde: W van AUT Brötzner: 3-0                                                                     |
| Franco Benedetti   | -67kg (m)   | 5e          | 1ste ronde: W van GUA Pérez 2de ronde: V van ROU Cuc: 0-3 3de ronde: W van FRA Verdaine: 2-1 4de ronde: V van TCH Athanasov                                                                               |
| Osvaldo Riva       | -73kg (m)   | 5e          | 1ste ronde: W van YUG Čuzdi: 2-1 2de ronde: W van FIN Männikkö: 2-1 3de ronde: V van ROU Beluşica: 0-3 |
| Ercole Gallegati   | -79kg (m)   | 6e          | 1ste ronde: V van GER Gocke: 1-2 2de ronde: W van BEL Courtois 3de ronde: V van SWE Grönberg: 0-3 |
| Umberto Silvestri  | -87kg (m)   | 6e          | 1ste ronde: W van TUR Atli: 2-1 2de ronde: V van FIN Gröndahl |
| Guido Fantoni      | +87kg (m)   | 8e          | 1ste ronde: V van SWE Fahlkvist 2de ronde: W van TCH Růžička: 2-1 3de ronde: V van URS Kotkas |

### Zeilen
| Olympiër                                                                  | Discipline    | Resultaat | Prestatie                         |
| ------------------------------------------------------------------------- | ------------- | --------- | --------------------------------- |
| Adelchi Pelaschier                                                        | finn klasse   | 7e        | 4068 punten: (5-6-2-14-DSQ-11-18) |
| Agostino Straulino Nicolò Rode                                            | star klasse   | Goud      | 7635 punten: (2-1-2-2-1-2-1)      |
| Giuseppe Carattino Carlo Spirito Antonio Carattino                        | draken klasse | 9e        | 2439 punten: (9-5-14-8-14-16-5)   |
| Dario Salata Giorgio Audizio Egone Jakin                                  | 5,5m klasse   | 10e       | 2618 punten: (9-6-9-4-13-12-7)    |
| Enrico Poggi Antonio Cosentino Pietro Reggio Giusto Spigno Andrea Ferrari | 6m klasse     | 8e        | 2560 punten: (5-5-7-7-4-4-7)      |

### Zwemmen
| Olympiër                                                       | Discipline            | Resultaat    | Prestatie                                        |
| -------------------------------------------------------------- | --------------------- | ------------ | ------------------------------------------------ |
| Alfonso Buonocore                                              | 100m vrije slag (m)   | 46e          | serie 8: 6de in 1.02,3                           |
| Carlo Pedersoli                                                | 100m vrije slag (m)   | 12e          | serie 4: 3de in 58,8 halve finale 1: 5de in 58,9 |
| Angelo Romani                                                  | 400m vrije slag (m)   | 17e          | serie 8: 4de in 5.05,1                           |
| Egidio Massaria                                                | 100m rugslag (m)      | halve finale | serie 6: 1ste in 1.08,8                          |
| Giorgio Grilz                                                  | 200m schoolslag (m)   | DSQ          | serie 3: gediskwalificeerd                       |
| Carlo Pedersoli Egidio Massaria Angelo Romani Giovanni Paliaga | 4x200m vrije slag (m) | 15e          | serie 1: 5de in 9.17,9                           |
|                                                                |                       |              |                                                  |
| Romana Calligaris                                              | 100m vrije slag (v)   | 26e          | serie 2: 6de in 1.11,0                           |
| Maria Nardi                                                    | 100m vrije slag (v)   | 30e          | serie 1: 5de in 1.13,2                           |
| Maria Nardi Fides Benini Eva Belaise Romana Calligaris         | 4x100m vrije slag (v) | 9e           | serie 1: 5de in 4.52,6                           |

Argentinië · Australië · Bahama's · België · Bermuda · Birma · Brazilië · Brits-Guiana · Bulgarije · Canada · Ceylon · Chili · China · Cuba · Denemarken · Duitsland · Egypte · Filipijnen · Finland · Frankrijk · Goudkust · Griekenland · Groot-Brittannië · Guatemala · Hongarije · Hongkong · Ierland · IJsland · India · Indonesië · Iran · Israël · Italië · Jamaica · Japan · Joegoslavië · Libanon · Liechtenstein · Luxemburg · Mexico · Monaco · Nederland · Nederlandse Antillen · Nieuw-Zeeland · Nigeria · Noorwegen · Oostenrijk · Pakistan · Panama · Polen · Portugal · Puerto Rico · Roemenië · Saarland · Singapore ·  Sovjet-Unie · Spanje · Thailand · Trinidad en Tobago · Tsjecho-Slowakije · Turkije · Uruguay · Venezuela · Verenigde Staten · Vietnam · Zuid-Afrika · Zuid-Korea · Zweden · Zwitserland